# جيمس كلارك (لاعب كريكت بريطاني)
جيمس كلارك (7 مايو 1979 في المملكة المتحدة - ) (بالإنجليزية: James Clarke)‏ هو لاعب كريكت بريطاني. لعب مع Lincolnshire County Cricket Club ‏.

## وصلات خارجية
- جيمس كلارك على موقع إي آس بي آن كريك إنفو (الإنجليزية)